# Bilene-Macia (Distrikt)

Lage des Distrikts Bilene-Macia in Mosambik

Bilene Macia (auch Bilene-Macia oder kurz Bilene) ist ein Distrikt der Provinz Gaza in Mosambik mit Verwaltungssitz in der Kleinstadt Bilene. Sein Gebiet grenzt im Norden an den Distrikt Chókwè, im Westen an die Distrikte Chibuto und Xai-Xai, im Süden an den Indischen Ozean und im Osten an die Distrikte Manhiça und Moamba der Provinz Maputo.

## Bevölkerung
Der Distrikt Bilene Macia ist 2.157 Quadratkilometer groß und hatte 2005 eine Einwohnerzahl von 164.103 Menschen, die einer Bevölkerungsdichte von 77 Personen pro Quadratkilometer entspricht. Im Vergleich zur Volkszählung 1997 – damals lebten im Distrikt Matutuíne  133.173 Menschen – ist die Einwohnerzahl um 23 Prozent gestiegen. Die Bevölkerung ist im Durchschnitt sehr jung und weiblich, etwa 43 Prozent aller Einwohner sind unter 15 Jahren, 57 Prozent aller Einwohner sind weiblich. Die Lebenssituationen der Menschen ist mehrheitlich ländlich geprägt; etwa 20 Prozent wohnen in urbanisierten Umgebungen.

## Einrichtungen und Dienstleistungen
Im Distrikt Matutuíne befinden sich 93 Schulen, davon sind 76 Grundschulen (escolas do ensino primário). Es gibt elf Gesundheitsstützpunkte und ein Landkrankenhaus („Hospital Rural“) für die medizinische Versorgung der Bevölkerung des Distrikts.
Durch die wirtschaftliche Bedeutung des Badeortes Bilene konzentrieren sich die meisten Einrichtungen in dem Badeort. Unter anderem gibt es dem Distrikt zwei Filialen der mosambikanischen Bank Banco BCI (jeweils in Macia und Bilene), eine Filiale der Barclays Moçambique (in Macia) und zwei der Millennium Bim (jeweils in Bilene und Macia). Filialen der staatliche Correios de Moçambique befinden sich ebenfalls sowohl in Macia wie in Bilene.

## Verwaltungsgliederung
Der Distrikt Bilene Macia ist in sechs Verwaltungsposten (postos administrativos) gegliedert:
- Chissano, mit den Ortschaften Chissano, Chicota, Chimondzo, Incaia und Licilo
- Macuane, mit den Ortschaften Macuane, Olombe und Zimbene
- Mazivila, mit den Ortschaften Mazivila, Tuane und Chitlango
- Messano, mit den Ortschaften Messano und Magul
- Praia do Bilene
- Vila da Macia

Der Ort Macia wurde im Jahr 2008 zu einem Munizip (município) erhoben, Praia de Bilene seit Mai 2013. Damit verfügen beide Orte über mehr autonome Selbstverwaltungsrechte und die Bevölkerungen können unter anderem ihre lokalen Ortsverwaltungen bei Lokalwahlen selbst bestimmen. Beide Orte werden von Bürgermeistern der FRELIMO regiert, in Praia de Bilene Mufundisse Chilende, in Macia Reginaldo Mariquele.

## Wirtschaft

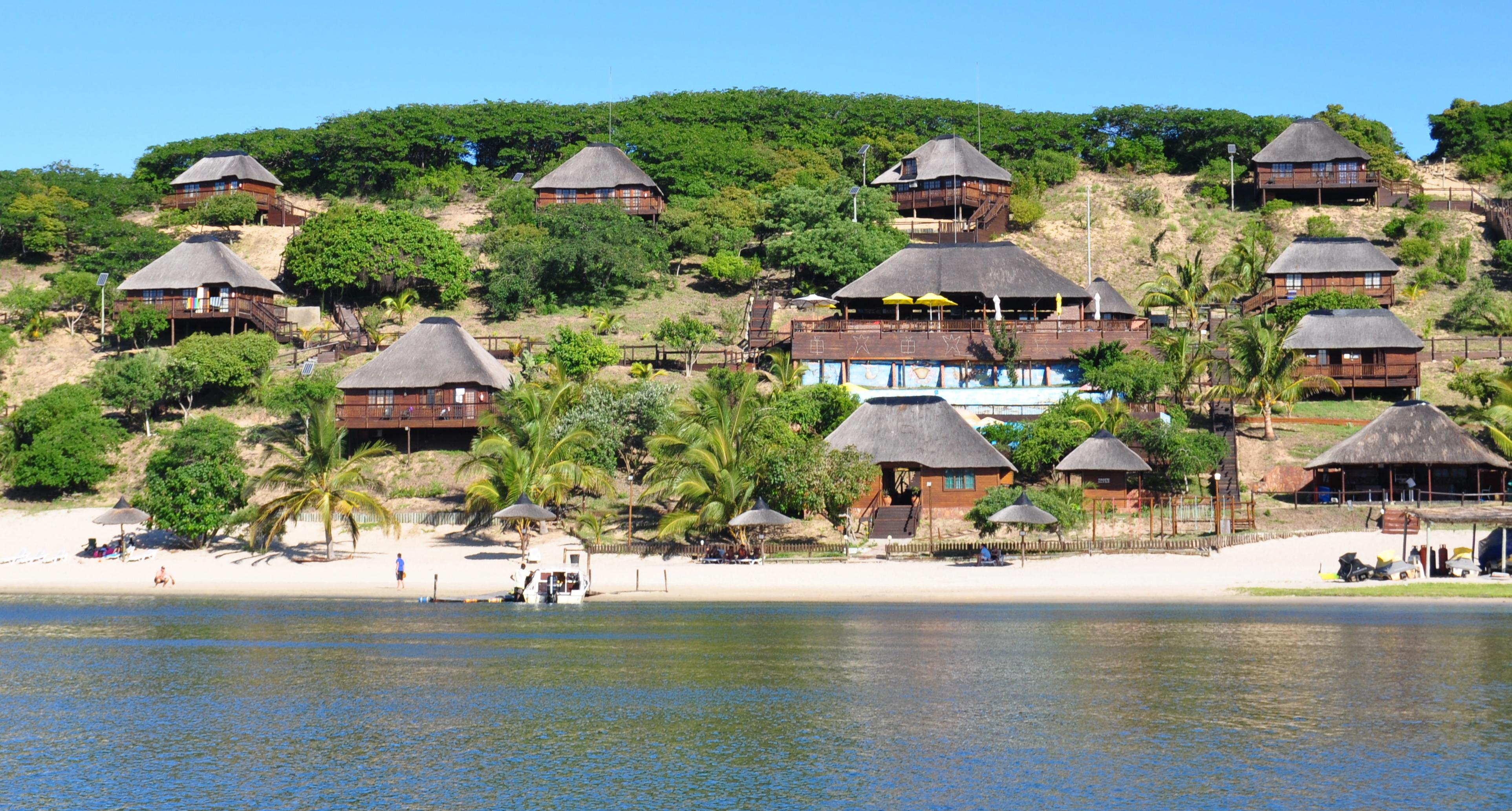
Der Badeort Praia de Bilene ist ein erheblicher Wirtschaftsfaktor des Distrikts Bilene-Macia.

Wirtschaftlich ist der Distrikt vor allem vom Tourismus geprägt. Bilene ist einer der bekanntesten Badeorte des südlichen Mosambiks und gilt vor allem unter Hauptstädtern als beliebter Ort für Wochenendausflüge. Abseits der Nationalstraße und des Badeortes dominiert die Landwirtschaft vor allem zum Zwecke der Subsistenzwirtschaft. Nur wenige Erzeugnisse werden auf den Hauptmärkten von Xai-Xai und Maputo verkauft.

## Verkehr
Die wichtigste Verkehrsader des Distriktes ist die quer verlaufende Nationalstraße EN1, die von Mosambik von Süden bis Norden durchläuft. Der Ort Macia liegt direkt an der Nationalstraße. Von Macia führt eine Seitenstraße gen Süden nach Bilene am Indischen Ozean. Des Weiteren gibt es eine Verbindungsstraße nach Norden in den größeren Nachbarort Chókwè (EN101).
In Bilene befindet sich ein Flugplatz für Kleinflugzeuge.